# Shurjestan
Shurjestan (em persa: شورجستان, também romanizada como Shūrjestān; também conhecida como Shūlgistan, Shūljestān e Shūlqestān) é uma aldeia do distrito rural de Bahman, no condado de Abadeh, na província de Fars, Irã.
Segundo o censo de 2006, sua população era de 618, em 187 famílias.